# 川崎八右衛門 (2代目)

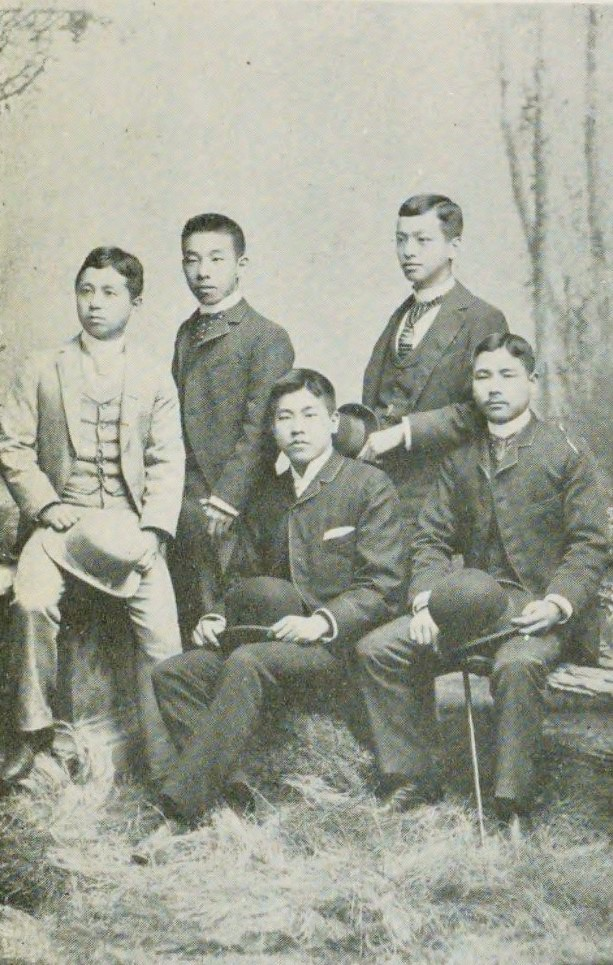
米国留学時の八右衛門（右から2人目）。幼名は金三郎だったが、滞米中は川崎金二郎と名乗っていた。左端は岩崎清七、その隣に大三輪奈良太郎（名古屋明治銀行頭取）、右端は木村利右衛門。この頃に親しくした郷温の妹とのちに結婚した。

2代目川崎 八右衛門（かわさき はちえもん、慶応2年4月5日（1866年5月19日） - 昭和22年（1947年））は、日本の実業家。初代川崎八右衛門、世舞子夫妻の次男。金三郎とも名乗った。川崎守之助の父。妻、幸子（こうこ）は、郷純造の娘。東京川崎財閥第2代当主。

## 来歴・人物
- 1866年（慶応2年） 常陸国鹿島郡沼前村（現在の茨城県東茨城郡茨城町海老沢）に生まれる
- 1884年（明治17年） 東京の中学を卒業した後、立教大学で学ぶ[4]。
- 1885年（明治18年） ケンタッキー州レキシントン市の州立大学商科に学んだ後、銀行業務を実習[5]。
- 1890年（明治23年） 帰国[5]
- 1893年（明治26年） 先代死亡により川崎銀行頭取に就任[5]
- 1902年（明治35年） 日本酒造火災を買収
- 1905年（明治38年） 家督相続
- 1906年（明治39年） 川崎定徳会を創設。会長に就任。
- 日本火災（現在の日本興亜損害保険）を買収。川崎系日本火災となる
- 1910年（明治43年） 日本火災会長に就任
- 1913年（大正2年） 2代目八右衛門を襲名
- 1927年（昭和2年） 川崎銀行、第百銀行を合併。
- 川崎信託銀行（のちの日本信託銀行、現在の三菱UFJ信託銀行）を設立
- 1937年（昭和12年） 川崎金融産業体の体制を整備、"金融財閥"と称される
- 1947年（昭和22年） 病のため湯河原別邸で死去。享年83。
- 墓地は、東京谷中天王寺にある

## 親族
- 父・初代川崎八右衛門
- 母・せん（1835年生） - 東京士族・加倉井淡路二女[6]
- 妻・幸（1872年生） - 男爵郷誠之助妹。結婚当時、父親の郷純造は大蔵次官。
- 長女・千代子（1900年生） - 河合鉄二の妻。女子学習院出身。夫の河合は政治家河合良成の弟で、東大法科卒、第百銀行副頭取を務めた[7]。長女・茂子の夫に山下太郎（船成金山下亀三郎長男）。
- 二女・道子（1902年生） - 成田儀六の妻。跡見女学校出身[8]。夫の成田は津軽藩士成田三千郞（青森県師範学校の訓導で『青森県地理書』編者[9][10]）の次男で、東京帝国大学法学部政治科を卒業後、福島県立相馬中学校教諭を経て川崎貯蓄銀行取締役、第百銀行神田支店長を務めた[11][8]。
- 長男・川崎守之助（1905年生）
- 二男・川崎大次郎（1906年生） - 第百生命保険会長[12]。東京高等師範学校附属中学校を経て、立教大学に入学[13]。兄の守之助とともに米国ケニオン大学に留学し、1929年卒業[14]。同年立教大学も卒業。妻の和歌は有馬寛の長女。次男の川崎真次郎は1998年に第百生命保険社長に就任後外資と合併し社長となったが、不正取引疑惑で2000年に引責辞任[15][16]。
- 三男・秀衛（1908年生） - 早世
- 四男・加倉井謙吉（1911年生） - 八右衛門（2代目）の姉けいの子である茨城県士族加倉井邦彦の養子となる[17]。1934年慶応義塾大学法科卒業。慶大ラグビー部創立者の一人[18]。帝国火災保険に入社し、のちに幹部となる。川崎財閥の資産保全会社である定徳会、共済会の2つの役員を務めていたことから若い頃より高額所得者上位にあった[19]。
- 五男・隆三郞（1914年生）
- 六男・善資（1917年生）
- 七男・七三郞（1920年生） - 亡兄秀衞の死亡跡を相続
- 妹・つね（1882年生） - 川崎友之介の妻。友之介は東京川崎財閥一族で、川崎貯蓄銀行常務を経て日本商事社長[20]。その娘婿に清水組社長清水釘吉の三男・康男（次代社長）[21]、外交官の松原秀治がいる。
- 弟・伊東秀之介（1888年生） 東京府平民伊東ナヲの養子となり、1912年早稲田大学政経学科卒。川崎貯蓄銀行頭取。千歳商会（川崎財閥の株式投資会社）会長[22][17][7]
- 弟・寅之助（1890年） - 兄の伊東秀之介の養子となる[17]